# Zemědělský dvůr v Chabech
Zemědělský dvůr v Chabech v Třebonicích v Praze stojí severovýchodně od obce v místní části Chaby. Je chráněn jako nemovitá kulturní památka České republiky; do areálu patří tři obytné budovy, sýpka, stodola, ohradní zeď, rybníček v zahradě a sad.

## Historie
Zemědělský dvůr má středověké a renesanční jádro.

## Popis
Hlavní obytná budova stojí na jižní straně dvora. Dvoupatrová stavba postavená na mírně lichoběžníkovitém půdorysu je kryta sedlovou zvalbenou střechou. Na jižní straně na ni přiléhá půlválcový rizalit s cimbuřím. Druhá obytná budova stojí na východní straně dvora. Jedná se o jednopatrový objekt s obytným podkrovím. Jižní část je barokního původu a je z lomového kamene, severní část je mladšího data. Třetí obytný komplex stojí na západní straně a sestává se ze tří na sebe navazujících budov krytých sedlovou střechou, na jihu zvalbenou.
Patrová sýpka na obdélném půdorysu je postavena z opukového zdiva a je kryta valbovou střechou. Má hladkou fasádu se zbytky architektonicky členěné polychromie. Kamenný vstupní portál má dochované původní dveře.
Podél severní hranice pozemku stojí stodola na obdélném půdorysu, vyzděná z cihel a krytá valbovou střechou. Fasády má pokryty hrubou omítkou členěnou na pole hlazenými rámy.
Ohradní zeď je postavena z více materiálů v různé době. Nejstarší část je při severovýchodním rohu stodoly. Jižně od obytné budovy se rozkládá rozlehlý ovocný sad. Pozemek je níž od dvora a směrem k jihu se mírně svažuje. V zahradě oplocené drátovým plotem se nachází hřiště, tenisový kurt a rybník.